# Романов, Юрий Сергеевич
Юрий Сергеевич Романов (13 мая 1939, город Москва, теперь Российская Федерация — 25 декабря 2015, город Одесса) — украинский деятель, ученый. Кандидат физико-математических наук. Народный депутат Украины 1-го созыва.

## Биография
Родился в семье военнослужащего.
В сентябре 1956—1961 годах — студент физического факультета Одесского государственного университета имени Мечникова, физик. В 1961—1965 годах — студент вечернего факультета радиосвязи Одесский электротехнический институт, радиоинженер.
С 1961 года — научный сотрудник астрономической обсерватории, ассистент кафедры астрономии, заместитель директора астрономической обсерватории, аспирант кафедры астрономии; младший, старший, ведущий научный сотрудник астрономической обсерватории, заведующий отделом исследования переменных звезд астрономической обсерватории Одесского государственного университета имени Мечникова.
Член КПСС с 1967 по 1991 год.
В 1974 году в Одесском государственном университете имени Мечникова защитил кандидатскую диссертацию «Исследование эффекта Блажко у переменной звезды RZ Лиры».
18 марта 1990 года избран народным депутатом Украины, 2-й тур 46,30 % голосов, 9 претендентов. Входил в группу «Центр». Председатель подкомиссии, в 1993—1994 годах — заместитель председателя Комиссии ВР Украины по вопросам экологии и рационального природопользования.
Одновременно, в марте 1990 — марте 1994 года — депутат, председатель комиссии по вопросам экологии Одесского областного совета народных депутатов. Член Одесской правозащитной организации «Украина».
С мая 1994 года — проректор по научной работе, заведующий отделом исследования переменных звезд астрономической обсерватории Одесского государственного университета имени Мечникова.
Член Международного астрономического союза (с 1976). Член Союза научных и инженерных обществ СССР (с .12.1978), председатель межотраслевого комитета по вопросам охраны окружающей среды Одесского областного правления Союза научных и инженерных обществ СССР (с .02.1980). Действительный член УЕАН (1992). С мая 1997 года — председатель ревизионной комиссии Одесской областной общественной организации «Справедливость».

## Награды и отличия
Диплом и медаль Международной проблемной комиссии «Физика и эволюция звезд» (1985).